# Liste der Naturdenkmale in Luckenwalde

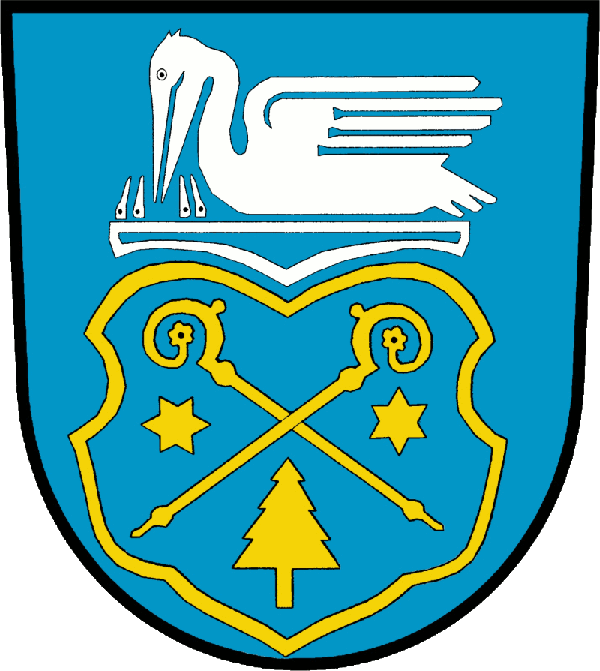
Wappen von Luckenwalde

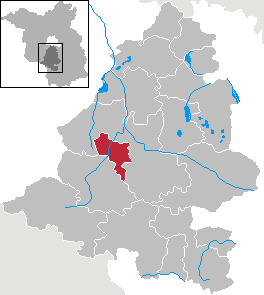
Lage von Luckenwalde

Die Liste der Naturdenkmale in Luckenwalde enthält alle Naturdenkmale der brandenburgischen Kreisstadt Luckenwalde und ihrer Ortsteile, welche durch Rechtsverordnung geschützt sind. Naturdenkmäler sind Einzelschöpfungen der Natur, deren Erhaltung wegen ihres beeindruckenden Aussehen, ihrer Seltenheit, ihren Alter oder ihrer Eigenart sowie ihrer ökologischen, wissenschaftlichen, geschichtlichen, volks- oder heimatkundlichen Bedeutung im öffentlichen Interesse liegt oder den Landschaftsraum prägen. Grundlage sind die Veröffentlichungen des Landkreises Teltow-Fläming, wo durch die entsprechenden staatlichen Behörden per Rechtsverordnung oder Gesetz die Naturdenkmale festgesetzt wurden. Dabei wird durch die Festsetzung in 4 verschiedene Kategorien unterschieden:
- Bäume – „Bäume, Baumreihen, Baumgruppen, Alleen, Relikte natürlicher Wälder“[3]
- Findlinge[4]
- Naturdenkmal nass – „Hohlformen, Quellen/Salzaustritte, Moore, Moorseen, Feuchtwiesen, natürliche Bachläufe“[5]
- Naturdenkmal trocken – „Erosionsrinnen, Trockentäler, Dünen, Trockenhänge, Heiden, Erdfälle, Trockenrasen“[6]

## Legende
In den Spalten befinden sich folgende Informationen:
- Nr.: Identifizierungsnummer nach veröffentlichter Liste. Sie wird von der unteren Naturschutzbehörde des Landkreises oder der kreisfreien Stadt vergeben. Wenn sie bekannt ist, wird sie angegeben. In dieser Spalte kann sich zusätzlich das Wort Wikidata befinden, der entsprechende Link führt zu Angaben zu diesem Naturdenkmal bei Wikidata.
- Bezeichnung: Benennung des Naturdenkmals, in der Regel wird bei Bäume die Baumart genannt. Bekannte Eigennamen werden mit angegeben.
- Gemarkung: Ort oder Gemarkung, in der sich das Naturdenkmal befindet
- Lage: Nennt die Lage des Naturdenkmals im jeweiligen Ortsteil und die geografischen Koordinaten des Naturdenkmals. Link zu einem Kartenansichtstool, um Koordinaten zu setzen. In der Kartenansicht sind Naturdenkmale ohne Koordinaten mit einem roten beziehungsweise orangen Marker dargestellt und können in der Karte gesetzt werden. Denkmale ohne Bild sind mit einem blauen bzw. roten Marker gekennzeichnet, Denkmale mit Bild mit einem grünen beziehungsweise orangen Marker.
- Beschreibung: die Beschreibung des Naturdenkmales
- Schutzzweck: Erläutert den Grund der Unterschutzstellung
- Bild: Zeigt ein Bild des Naturdenkmales und gegebenenfalls ein Link zu weiteren Fotos im Medienarchiv Wikimedia Commons

## Frankenfelde

### Bäume
| Bild                                    | Bezeichnung                       | Lage | Beschreibung | Schutzzweck                                                                                      | Nummer                                  |
| --------------------------------------- | --------------------------------- | --- | ------------ | ------------------------------------------------------------------------------------------------ | --------------------------------------- |
| Direkt Bild zu diesem Denkmal hochladen | Luthereiche (Baum)                | Frankenfelde, Dorfanger, SO Kirche, neben Feuerwehrturm; Flur 4, Flurstück 92 ()                                                           | ehemalig     | Schönheit (Ortsbild), Landeskundliche Bedeutung                                                  | Blattnummer: 378, Registernummer: B0144 |
| BW                                      | Stieleiche (Quercus robur) (Baum) | Frankenfelde, 1 km NNW Kirche, S Straße nach Gottsdorf am Waldrand; Flur 1, Flurstück 9/2, 9/1 (52° 7′ 2,7″ N, 13° 6′ 16,1″ O)             |              | Eigenart (Alter, Größe), Schönheit (Landschaftsbild)                                             | Blattnummer: 315, Registernummer: B0145 |
| Direkt Bild zu diesem Denkmal hochladen | Zwei Eichen (Baumgruppe)          | Frankenfelde, 0,1 km NO Kirche, Haus Nr. 33, neben Dorfteich; Flur 4, Flurstück 92 ()                                                      | ehemalig     | Schönheit (Ortsbild), Landeskundliche Bedeutung                                                  | Blattnummer: 372, Registernummer: B0146 |
| BW                                      | Silberweide (Salix alba) (Allee)  | Frankenfelde, 0,7 km N Kirche, Feldweg nach Berkenbrück; Flur 1; 4; 9, Flurstück 18–20, 54; 1, 2, 10, 11; 17 (52° 7′ 2″ N, 13° 6′ 36,8″ O) | 32 Bäume     | Eigenart (Alter, Größe, Ausbildungsform), Schönheit (Landschaftsbild), Landeskundliche Bedeutung | Blattnummer: 314, Registernummer: B0147 |

## Kolzenburg

### Bäume
| Bild                                    | Bezeichnung                                       | Lage | Beschreibung | Schutzzweck                                                                                     | Nummer                                  |
| --------------------------------------- | ------------------------------------------------- | --- | ------------ | ----------------------------------------------------------------------------------------------- | --------------------------------------- |
| Direkt Bild zu diesem Denkmal hochladen | Zwei Ulmen (Baumgruppe)                           | Kolzenburg, Park Lindenberg, zwischen altem und neuem Nuthearm; Flur 6, Flurstück 86 (hist. 28/1) 2 ()         | ehemalig     | Eigenart (Alter), Schönheit (Landschaftsbild), Seltenheit                                       | Blattnummer: 366, Registernummer: B0163 |
| Direkt Bild zu diesem Denkmal hochladen | Blut-Buche (Baum)                                 | Kolzenburg, Park Lindenberg, N ggü. Pavillon des Heimes an der B 101; Flur 6, Flurstück 31, 90 (hist. 29/1) () | ehemalig     | Eigenart (Alter, Größe), Schönheit (Landschaftsbild), Wissenschaftliche Bedeutung (Dendrologie) | Blattnummer: 374, Registernummer: B0164 |
| Direkt Bild zu diesem Denkmal hochladen | Buche (Baum)                                      | Kolzenburg, 0,5 km NW Kirche; Flur 6, Flurstück 71 ()                                                          | ehemalig     | Eigenart (Alter, Größe), Schönheit (Landschaftsbild)                                            | Blattnummer: 373, Registernummer: B0165 |
| Direkt Bild zu diesem Denkmal hochladen | Linde (Baum)                                      | Kolzenburg, Unter Den Eichen, vor Grundstück Nr. 3 (Beck); Flur 2, Flurstück 351 (hist. 39/2) ()               | ehemalig     | Eigenart (Alter, Größe)                                                                         | Blattnummer: 360, Registernummer: B0255 |
| BW                                      | Bastardplatane (Platanus hybridus) (Baum)         | Kolzenburg, Park Lindenberg, Ufer ehem. Teich; Flur 6, Flurstück 167 (52° 3′ 51,9″ N, 13° 9′ 18,4″ O)          |              | Eigenart (Alter, Größe), Schönheit (Landschaftsbild)                                            | Blattnummer: 316, Registernummer: B0257 |
| BW                                      | Blutbuche (Fagus sylvatica "Atropurpurea") (Baum) | Kolzenburg, Park Lindenberg, östlich B 101; Flur 6, Flurstück 183 (52° 3′ 51,7″ N, 13° 9′ 22,1″ O)             |              | Eigenart (Alter, Größe), Schönheit (Landschaftsbild), Wissenschaftliche Bedeutung (Dendrologie) | Blattnummer: 318, Registernummer: B0258 |

## Luckenwalde

### Bäume
| Bild                                    | Bezeichnung                                                        | Lage | Beschreibung                         | Schutzzweck                                                                       | Nummer                                  |
| --------------------------------------- | ------------------------------------------------------------------ | --- | ------------------------------------ | --------------------------------------------------------------------------------- | --------------------------------------- |
| Direkt Bild zu diesem Denkmal hochladen | Eichenallee (Allee)                                                | Luckenwalde, 1,4 km O Marktturm, Straße nach Gottow; Flur 17, Flurstück 413 ()                                                                 | ehemalig                             | Eigenart (Alter), Schönheit (Landschaftsbild)                                     | Blattnummer: 367, Registernummer: B0003 |
| BW                                      | Feldahorn (Acer campestre) (Baum)                                  | Luckenwalde, Lehmhufenweg, hinter altem Gehöft, Nähe Hochspannungstrasse; Flur 23, Flurstück 130/8 (52° 5′ 31,1″ N, 13° 8′ 39,8″ O)            |                                      | Eigenart (Alter, Größe)                                                           | Blattnummer: 371, Registernummer: B0167 |
| Direkt Bild zu diesem Denkmal hochladen | Zwei Blut-Buchen (Baumgruppe)                                      | Luckenwalde, Ecke Beelitzer Tor / Berkenbrücker Str.; Flur 8, Flurstück 93 ()                                                                  | ehemalig                             | Schönheit (Ortsbild), Wissenschaftliche Bedeutung (Dendrologie)                   | Blattnummer: 370, Registernummer: B0168 |
| Direkt Bild zu diesem Denkmal hochladen | Buchen (Baumgruppe)                                                | Luckenwalde, vor Westflügel des Vierseithofes; Flur 5, Flurstück 137/5 ()                                                                      | ehemalig                             | Schönheit (Ortsbild)                                                              | Blattnummer: 368, Registernummer: B0169 |
| BW                                      | Bastardplatane (Platanus hybridus) (Baum)                          | Luckenwalde, Ecke Park- / Ackerstr.; Flur 2, Flurstück 115, 127, 233 (hist. 128/2) (52° 5′ 4,2″ N, 13° 10′ 29,6″ O)                            |                                      | Eigenart (Ausbildungsform), Schönheit (Ortsbild)                                  | Blattnummer: 364, Registernummer: B0173 |
| BW                                      | Stieleiche (Quercus robur) (Baum)                                  | Luckenwalde, Elsthal-Wald, am Fußweg zum Freibad; Flur 19, Flurstück 690 (52° 4′ 41,4″ N, 13° 10′ 2,2″ O)                                      |                                      | Eigenart (Alter, Größe), Schönheit (Landschaftsbild)                              | Blattnummer: 363, Registernummer: B0174 |
| Direkt Bild zu diesem Denkmal hochladen | Eichenallee (Allee)                                                | Luckenwalde, 1,4 km ONO Marktturm, O Baruther Tor am Königsgraben; Flur 17, Flurstück 611 (hist.275), 614 (hist. 276) ()                       | ehemalig                             | Eigenart (Alter), Schönheit (Landschaftsbild)                                     | Blattnummer: 369, Registernummer: B0175 |
| Fotos hochladen                         | Stieleiche (Quercus robur) (Baum)                                  | Luckenwalde, Ruhlsdorfer Chaussee, "Napoleonstein"; Flur 14, Flurstück 687, 688 (hist. 479), 689 (hist. 480) (52° 6′ 17,9″ N, 13° 10′ 29,5″ O) |                                      | Schönheit (Ortsbild), Landeskundliche Bedeutung                                   | Blattnummer: 356, Registernummer: B0177 |
| BW                                      | Stieleichen (Quercus robur) (Baumreihe)                            | Luckenwalde, 2,1 km SO Marktturm, Waldweg zur Schlagheide; Flur 25, 18, Flurstück 15 bzw. 456 (52° 4′ 24,2″ N, 13° 11′ 20″ O)                  | 2 Bäume                              | Eigenart (Alter, Größe), Schönheit (Landschaftsbild)                              | Blattnummer: 362, Registernummer: B0259 |
| Fotos hochladen                         | Tausendjährige Linde - Sommerlinde (Tilia cf. platyphyllus) (Baum) | Luckenwalde, 1,0 km SSW Marktturm, Nuthewehr; Flur 19, Flurstück 712/4 (52° 4′ 52,2″ N, 13° 10′ 0,5″ O)                                        |                                      | Eigenart (Alter, Größe, Ausbildungsform), Landeskundliche Bedeutung               | Blattnummer: 355, Registernummer: B0260 |
| Direkt Bild zu diesem Denkmal hochladen | Ahorn (Baum)                                                       | Luckenwalde, Tierpark, am Dämmchengraben; Flur 19, Flurstück 982 (hist. 779) ()                                                                | ehemalig                             | Eigenart (Alter, Größe), Schönheit (Landschaftsbild)                              | Blattnummer: 359, Registernummer: B0880 |
| Direkt Bild zu diesem Denkmal hochladen | Eiche (Baum)                                                       | Luckenwalde, 1,0 km NNO Marktturm, ehem. Gewerbegebiet; Flur 14, Flurstück 781(hist. 216/23) ()                                                | ehemalig                             | Eigenart (Alter), Schönheit (Ortsbild),                                           | Blattnummer: 358, Registernummer: B0881 |
| Direkt Bild zu diesem Denkmal hochladen | Baumgruppe Haag (Baumgruppe)                                       | Luckenwalde, Str. "Am Haag" Nähe Kreuzung Zinnaer Str. - Weinbergstr.; Flur 1, Flurstück 49/3, 49/2 ()                                         | ehemalig                             | Schönheit (Ortsbild)                                                              | Blattnummer: 357, Registernummer: B0887 |
| Direkt Bild zu diesem Denkmal hochladen | Ulme (Baum)                                                        | Luckenwalde, Eingang des Tierparks; Flur 2, Flurstück 126 ()                                                                                   | ehemalig                             | Eigenart (Alter, Größe), Schönheit (Ortsbild)                                     | Blattnummer: 377, Registernummer: B0888 |
| BW                                      | Sumpfzypresse (Taxodium distichum)                                 | Luckenwalde, Flur: 19 Flurst.: 4 (52° 4′ 50,8″ N, 13° 10′ 33,9″ O)                                                                             | Baumgruppe im Stadtpark vor Parkcafe | Schönheit (Landschaftsbild), wissenschaftliche Gründe (dendrologisch), Seltenheit | Blattnummer: 329, Registernummer: B0912 |

### Naturdenkmale Nass
| Bild | Bezeichnung                        | Lage | Beschreibung | Schutzzweck                                                | Nummer                                 |
| ---- | ---------------------------------- | --- | ------------ | ---------------------------------------------------------- | -------------------------------------- |
| BW   | Pohlhorstwiesen (Feuchtwiese)      | Luckenwalde, O Trebbiner Tor, W Königsgraben; Flur 16, Flurstück 201–203, 205, 206, 236–238, 514 (52° 6′ 4,5″ N, 13° 11′ 27,7″ O)       |              | Erdgeschichtliche Bedeutung, Naturgeschichtliche Bedeutung | Blattnummer: 85, Registernummer: N0318 |
| BW   | Elsthalwiesen (Moor)               | Luckenwalde, 1,5 km SW Marktturm, W Freibad Elsthal; Flur 19, Flurstück 693–696, 697/2, 698 (52° 4′ 34,1″ N, 13° 9′ 51,9″ O)            |              | Erdgeschichtliche Bedeutung, Naturgeschichtliche Bedeutung | Blattnummer: 84, Registernummer: N0319 |
| BW   | Feuchtwiesen am Rauhen Luch (Moor) | Luckenwalde, 2,9 km SW Marktturm, S Dämmchenweg, Stadtgrenze; Flur 21, Flurstück 542–545, 553, 560–564 (52° 4′ 17,2″ N, 13° 8′ 29,9″ O) |              | Erdgeschichtliche Bedeutung, Naturgeschichtliche Bedeutung | Blattnummer: 83, Registernummer: N0320 |